# Lilla Libbingstjärnen
Lilla Libbingstjärnen är en sjö i Ljusdals kommun i Hälsingland och ingår i Dalälvens huvudavrinningsområde.